# Redmi Note 14
Redmi Note 14是红米在中国北京小米科技园发布的智能手机系列，是Redmi Note 13的迭代产品，红米Note系列第十四代系列手机，于北京时间2024年9月26日19时许发布。

## 规格

### 外观
Note 14全系的后盖及中框均采用了聚碳酸酯塑料材质。其中Note 14 5G为直屏，Note 14 Pro及Note 14 Pro+为曲面屏。
Note 14 5G有三款机身配色，分别为子夜黑（黑色），星辉白（白色）和幻影青（青色）。
Note 14 Pro有五款机身配色，分别为子夜黑（黑色），好运红（红色），镜瓷白（白色）幻影青（青色）和暮光紫（紫色）。其中，好运红配色是在2025年1月2日在REDMI Turbo 4的发布会上发布的。
Note 14 Pro+有三款配色，分别为子夜黑（黑色），镜瓷白（白色）和星沙青（青色）。

### 硬件

#### 影像系统

##### Note 14 5G
- 后置：主摄采用了5000 万像素索尼传感器大光圈镜头，此外还有一颗200万像素的景深镜头。支持功能有EIS 电子防抖、20倍数码变焦、胶片滤镜、胶片水印、文档模式、声控拍照、定时连拍 语音字幕、AI 水印、身份证影印模式、左右滑动高速连拍 20 张、全景、慢动作、延时摄影 夜景、人像、触屏拍照、超清50MP等。能够拍摄30FPS的720p/1080p视频及120FPS的720p慢动作视频。
- 前置：采用了1600万像素的镜头。支持功能有补光灯、计时拍照、手势拍照、触屏拍照、夜景、声控拍照、定时连拍、延时摄影、语音字幕、AI 水印、人像美颜、人脸识别、视频美颜、时间水印等。能够拍摄30FPS的720p/1080p视频。[5]

##### Note 14 Pro
- 后置：主摄采用了5000万像素的索尼LYT-600传感器大光圈镜头，此外还有一颗800万像素的超广角镜头和一颗200万像素的微距镜头。支持功能有万物追焦 2.0、胶片滤镜、胶片水印、胶片画框、人像全身半身、人像超清算法、实时文本提取、文档模式、遮幅电影画幅、电影画幅、触屏拍照、声控拍照、定时连拍、语音字幕、动态照片、AI水印、AI 相机、身份证影印模式、左右滑动高速连拍、全景、慢动作、延时摄影、前后双景、夜景、人像、超清50MP、长曝光等。能够拍摄24FPS的4K视频，30FPS的720p/1080p/4K视频，60FPS的1080p视频，120FPS的720p/1080p慢动作视频及240FPS的720p慢动作视频。
- 前置：采用了2000万像素豪威OV20B传感器高清人像镜头，支持功能有补光灯、计时拍照、手势拍照、触屏拍照、超级夜景、声控拍照、定时连拍、延时摄影、语音字幕、动态照、AI 水印、人像美颜、人脸识别、视频美颜、视频标记、时间水印、慢动作、前后双景、前置智能切换等。能够拍摄30FPS的720p/1080p视频，60FPS的1080p视频及120FPS的720p慢动作视频。[6]

##### Note 14 Pro+
- 后置：主摄采用了5000万像素的光影猎人800传感器高动态镜头，此外还有一颗800万像素的超广角镜头和一颗200万像素的微距镜头。支持功能有万物追焦、运动抓拍、胶片滤镜、胶片水印、人像超清算法、文档模式、电影画幅、声控拍照、曝光反馈、定时连拍、语音字幕、AI 水印、AI 相机、身份证影印模式、左右滑动高速连拍 30 张、全景、慢动作、延时摄影、前后双景、夜景、人像、触屏拍照、声控拍照、超清50MP、长曝光等。能够拍摄24FPS的4K视频，30FPS的720p/1080p/4K视频，60FPS的1080p视频，120FPS的720p/1080p慢动作视频及240FPS的720p慢动作视频。
- 前置：采用了2000万像素豪威OV20B传感器高清人像镜头，支持功能有补光灯、计时拍照、手势拍照、触屏拍照、超级夜景、声控拍照、定时连拍、延时摄影、语音字幕、动态照、AI 水印、人像美颜、人脸识别、视频美颜、视频标记、时间水印、慢动作、前后双景、前置智能切换等。能够拍摄30FPS的720p/1080p视频，60FPS的1080p视频及120FPS的720p慢动作视频。[7]

#### 屏幕
Note 14 5G配备了6.67英寸的OLED柔性材质直屏，分辨率为2400*1080，支持最高120Hz的刷新率、240Hz的触控采样率以及8bit的色深。
Note 14 Pro及Redmi Note 14 Pro+配备了6.67英寸的OLED柔性材质曲面屏，分辨率为2712*1220，支持最高120Hz的刷新率、480Hz的触控采样率以及12bit的色深。

#### 充电与电池
Note 14 5G搭载了5110mAh的电池，支持45w有线充电，采用Type-C充电接口。
Note 14 Pro搭载了5500mAh的不可拆卸内置锂离子聚合物电池，支持45w的PD2.0及PD3.0协议有线充电，采用USB Type-C双面充电接口。
Note 14 Pro+搭载了6200mAh的不可拆卸内置锂离子聚合物电池，兼容90w的PD协议有线充电，采用USB Type-C双面充电接口。此外，Note 14 Pro+还搭载了小米澎湃 G1 电量计芯片。

### 软件
Redmi Note 14全系出厂搭均载小米澎湃OS作业系统，该系统的Android底层为Android 14 ，后续可升级至其2.0版本。

## 价格
| 型号         | 配置       | 中国大陆地区售价（元） |
| ------------ | ---------- | ---------------------- |
| Note 14 5G   | 6GB+128GB  | 1199                   |
| Note 14 5G   | 8GB+128GB  | 1299                   |
| Note 14 5G   | 8GB+256GB  | 1499                   |
| Note 14 5G   | 12GB+256GB | 1699                   |
| Note 14 Pro  | 8GB+128GB  | 1499                   |
| Note 14 Pro  | 8GB+256GB  | 1599                   |
| Note 14 Pro  | 12GB+256GB | 1799                   |
| Note 14 Pro  | 12GB+512GB | 1999                   |
| Note 14 Pro+ | 12GB+256GB | 1999                   |
| Note 14 Pro+ | 12GB+512GB | 2199                   |
| Note 14 Pro+ | 16GB+512GB | 2399                   |